# Jérôme Ferragata
Jérôme Ferragatta (francisation de Girolamo Ferragatta) (mort à Aoste le 24 juillet 1572) est un ecclésiastique piémontais qui fut évêque d'Aoste de 1568 à 1572

## Biographie
Girolamo Ferragatta est issu d'une famille noble de Carmagnola dans le Piémont. Il entre dans l'ordre des ermites de Saint-Augustin (O.S.A.). Théologien reconnu, il fait une brillante carrière ecclésiastique. Nommé évêque titulaire de Verissa (de) en Thrace le 13 septembre 1560, il est consacré par les évêques Ferdinando Ferrero Fieschi et Romolo Casi. Il devient ensuite coadjuteur du Cardinal Vincenzo Lauro évêque de Mondovi. Comme ce siège est suffragant de l'archevêché de Milan il administre celui-ci avec le titre d'évêque auxiliaire car saint Charles Borromée nommé en 1560,  consacré évêque le 7 décembre 1563 et archevêque le 12 mai 1564 ne prend possession de son siège que le 23 septembre 1565. C'est à ce titre que  Jérôme Ferragatta consacre l'église de Tabiago le 7 novembre 1562 ; il est ensuite conseiller du Cardinal Marcantonio Bobba évêque d'Aoste. le 20 juillet 1567 il fait promulguer un décret ordonnant que les maitres d'écoles soient examinés sur « leur conduite et leur science » par des délégués du synode et autorisé par le vicaire général de l'évêché. Quand l'évêque se démet de sa fonction en 1568 Jérôme Ferragata est logiquement nommé évêque du diocèse le 30 avril 1568. Comme ses deux prédécesseurs, il a comme conseiller le théologien valdôtain Barthélemy Berthod de Courmayeur. Il meurt à Aoste le 24 juillet 1572 et est inhumé dans la crypte de la cathédrale d'Aoste.